# Мусаев, Ниямеддин Джаббар оглы
Ниямеддин Джаббар оглы Мусаев (азерб. Niyaməddin Cabbar oğlu Musayev; род. 1 июня 1940, Имишли) — азербайджанский певец, композитор. Народный артист Азербайджана (1998).

## Биография
Родился 1 июня 1940 года в селе Имишли (ныне город, центр одноименного района) в семье торговца. Рано потерял отца.
В детстве научился играть на тутеке, балабане и гармони, с 8 лет играл на музыкальных инструментах и пел в художественной самодеятельности при школе, а позже — и при районном доме культуры. В 1954 и 1956 годах принимал участие в республиканской олимпиаде художественной самодеятельности. В 1957 году окончил среднюю школу, начал выступать на застольях и торжествах.
В 1961—1963 годах служил в рядах Советской Армии, во время службы организовал ансамбль художественной самодеятельности. Вернувшись с армии, в 1963—1967 годах работал методистом, художественным руководителем районного дома культуры. В 1966 году записал на радио первые песни в сопровождении ансамбля народных инструментов под руководством Ахмеда Бакиханова.
В 1968 году принял участие в конкурсе-смотре «Мугам-68», где исполнив мугам Забул-Сегях, занял первое место. С 1970 года — солист Азербайджанской государственной филармонии, гастролировал с ансамблем народных инструментов под руководством Агаси Мешадибекова. Переехав в Баку, начал обучение в Азербайджанском государственном институте искусств, однако забрал документы и продолжил обучение в Азербайджанском государственном институте народного хозяйства. В 1974 году на одном из телевизионных концертов исполнил песню «Шахназ теснифи» (муз. Б. Насибова), после чего заслужил популярность среди слушателей как искусный исполнитель мугамов и теснифов. 
Новым витком в творчестве Мусаева стал переход к синтезу рок- и фолк-поп-музыки. В 1978 году Мусаев организовал вокально-инструментальный ансамбль «Ройя», одним из первых в Азербайджане стал широко использовать синтезаторы при аранжировке музыки в народном стиле. В обработке ансамбля были исполнены ряд народных песен, песни композиторов Азербайджана, записана пластинка фирмы «Мелодия».
К концу 1980-х ВИА «Ройя» постепенно перешло от синтеза рок- и фолк-поп музыки к синтезу фолк-попа и евродиско, в аранжировке песен все больше места уделялось синтезаторам. В 1987 году Мусаев исполнил в сопровождении ансамбля песню «Дунья сенин, дунья меним» («Мир твой, мир мой»; муз. Н. Мусаева, слова М. Араза), которая со временем стала новой визитной карточкой певца.
Снискал большую популярность среди слушателей. Обладая приятным тембром голоса, умело применяет приемы народной музыки и мелизмы в исполнении мугамов, песен и теснифов. За счет мастерского владения техникой мугама сумел синтезировать европейскую и азербайджанскую музыку, популяризовать новый жанр среди народа. Исполнению Мусаева присущи высокая эмоциональность и лиризм. В раннем репертуаре важное место занимают мугамы, теснифы, народные песни, песни композиторов Азербайджана (песни О. Кязимова, Б. Насибова и других). С середины 1970-х в репертуаре все большее место занимают песни собственного сочинения — «Ройя» (сл. Ю. Негмекяр), «Кёлгем гэдэр» («Словно моя тень», сл. Б. Вагаб-заде), «Кюсмэ гэл» («Не обижайся», сл. Р. Рза) и другие. Песни, написанные Мусаевым, занимают важное место в репертуаре и других азербайджанских музыкантов.
Исполнил песни для ряда кинофильмов: «Мститель из Гянджабасара» (1975; реж. Р. Оджагов, Т. Рахманов), «Пора седлать коней» (1983; реж. Г. Турабов) и других.  
Гастролировал в России, республиках Средней Азии и Закавказья, Турции. Продолжает концертную деятельность. С песнями выпущены пластинки, кассеты и компакт-диски.

## Награды
- Орден «Слава» (31 мая 2000 года) — за заслуги в развитии азербайджанского музыкального искусства[1]
- Орден «Труд» II степени (30 апреля 2020 года) — за заслуги в развитии эстрадного искусства в Азербайджане[2]
- Народный артист Азербайджана (24 мая 1998 года) — за большие заслуги в развитии азербайджанской культуры[3]
- Заслуженный артист Нахичеванской АР (1991 год)